# Feinmechaniker Fachrichtung Nähmaschineninstandhaltung
Feinmechaniker Fachrichtung Nähmaschineninstandhaltung war von 1989 bis 2002 ein handwerklicher Ausbildungsberuf in Deutschland. Er folgte 1989 auf den Vorläuferberuf Nähmaschinen- und Zweiradmechaniker und wurde 2002 durch den Nachfolgeberuf Feinwerkmechaniker abgelöst. 
Feinmechaniker Fachrichtung Nähmaschineninstandhaltung waren Spezialisten für die Wartung, Inspektion und Reparatur unterschiedlichster Maschinen und Einrichtungen der Näh-, Stick-, Strick- und Bügeltechnik.

## Berufsbild
Die Aufgabe der Feinmechaniker Fachrichtung Nähmaschineninstandhaltung war, Maschinen und Einrichtungen der Näh-, Stick-, Strick- und Bügeltechnik zu installieren, zu warten, zu inspizieren und zu reparieren. Auch die Anpassung der Maschinen an spezielle kundenspezifische Erfordernisse gehörte zu ihren Aufgaben. 
Sie befassten sich dabei aber nicht nur mit den relativ kleinen, für den privaten Gebrauch bestimmten Geräten. Auch bei gewerblich und industriell genutzten Anlagen, wie zum Beispiel Nähanlagen, die ohne weiteres zehn Meter lang sein konnten, waren Reparaturen und Anpassungen zur Sicherstellung der Funktion vor Ort durchzuführen. Dabei waren sie sowohl in Werkstätten als auch vor Ort beim Kunden tätig. Mechanische, pneumatische, elektrische und elektronische Baugruppen waren hier häufig verkettet und gestalteten die Fehlersuche und Lokalisierung besonders schwierig. Die Fehlersuche war fast immer die erste und entscheidende Tätigkeit, die ausgeübt wurde. Häufig waren auftretende Fehler nicht oder nicht ausschließlich funktions-, sondern einsatzbedingt. Diese Feststellung verlangte höchste Sensibilität im Umgang mit Kunden.
Bei der Fehlersuche wandten Feinmechaniker Fachrichtung Nähmaschineninstandhaltung die unterschiedlichsten Mess- und Prüfgeräte an. Sie versuchten, den Fehler einzugrenzen, und tauschten die defekten Teile aus. Hierfür verwendeten sie meist vorgefertigte Ersatzteile und Baugruppen, sie konnten aber auch Einzelteile durch maschinelle und manuelle Bearbeitungstechniken selbst herstellen. Häufig mussten auch Steuerungsprogramme an mechanisch, optisch und numerisch gesteuerten Maschinen und Anlagen erstellt, eingegeben, getestet, geändert und optimiert werden. Alle Montage- und Einstellarbeiten erforderten viel Sorgfalt und Geduld, insbesondere bei wiederholtem Prüfen und Korrigieren, da häufig auch das Zusammenwirken verknüpfter Funktionen bei verketteten Baugruppen geprüft werden musste und so lange nachzustellen beziehungsweise nachzuarbeiten war, bis die Gesamtfunktion sichergestellt war.
Neben der Reparatur befassten sich Feinmechaniker Fachrichtung Nähmaschineninstandhaltung auch mit regelmäßigen Wartungs- und Inspektionsarbeiten, bei denen sie zum Beispiel Funktionsprüfungen durchführten und vorbeugend Verschleißteile aus Metall oder anderen Materialien austauschten. Der Umgang mit technischen Unterlagen – wie zum Beispiel Funktionsplänen, Schalt- und Stromlaufplänen, Justiervorschriften oder Betriebs- und Wartungsanleitungen – war bei all ihren Tätigkeiten erforderlich.
Der Kontakt zu Kunden war für Feinmechaniker Fachrichtung Nähmaschineninstandhaltung von entscheidender Bedeutung, da sie häufig vor Ort in Gewerbe und Industrie oder im privaten Haushalt tätig waren. Dies erforderte nicht nur ein hohes Maß an Selbstständigkeit bei der Aufgabenerledigung, sondern auch die Fähigkeit, die Probleme des Auftraggebers zu erkennen und geeignete Problemlösungsvorschläge zu unterbreiten.
Feinmechaniker Fachrichtung Nähmaschineninstandhaltung mussten sich deshalb auch mit den Materialien befassen, mit denen genäht, gestickt und gestrickt werden sollte oder die zu bügeln waren, sie mussten sie unterscheiden können und ihre Eigenschaften bei der Verarbeitung kennen. Zu ihren Aufgaben gehörte auch, fachlich nicht versierte Kunden mit der Handhabung der Maschine vertraut zu machen oder das Bedienpersonal beim Auftraggeber in die Funktionen komplizierter Anlagen einzuweisen.